# カリン・ホワイトサイド
カリン・ホワイトサイド（Karyn Whiteside、1984年7月30日-）はフィジーの女子バドミントン選手。妹のアンドラ・ホワイトサイドも同じくバドミントン選手。
2003年にスバで開催されたサウスパシフィックゲームズに出場し、シングルス、ダブルス、団体の3冠を達成した。メルボルンで開催された2006年コモンウェルスゲームズにも出場している。